# Nickelocène
Le nickelocène est un composé organonickel de formule Ni(η5-C5H5)2. Aussi connu sous le nom de bis(cyclopentadiényl)nickel ou NiCp2, c'est un solide vert brillant paramagnétique d'un intérêt académique durable, même s'il n'a pour l'instant aucune application pratique.

## Structure et liaison
Ni(C5H5)2 appartient à la classe des métallocènes, des composés sandwich dans lesquels un ion métallique est pris en sandwich entre deux cycles cyclopentadiényle (Cp) parallèles. À l'état solide, cette molécule a une symétrie D5h où les deux cycles sont en conformation éclipsée. 
Le centre Ni a une charge formelle 2+, et les cycles Cp sont traditionnellement considérés comme des anions cyclopentadiényles (Cp−), c'est-à-dire des cyclopentadiènes ayant subi une déprotonation. Cette structure est similaire à celle du ferrocène. En termes de structure électronique, trois paire d'électrons d sont alloués aux trois orbitales d impliquées dans les liaisons Ni - Cp : dxy, dx2–y2, dz2. Les deux électrons d restants demeurent chacun dans une orbitale dyz ou dxz, donnant à la molécule un caractère paramagnétique. Avec 20 électrons de valence, le nickelocène est le métallocène le plus riche en électrons de valence. Cependant, le cobaltocène (Co(C5H5)2) est un agent réducteur plus fort.

## Propriétés
Comme beaucoup de composés organométalliques, Ni(C5H5)2 ne supporte pas une exposition prolongée à l'air, et a tendance à se décomposer. Les échantillons sont en général manipulés par techniques à l'abri de l'air.
La plupart des réactions chimiques du nickelocène sont caractérisées par sa tendance à vouloir revenir à un composé à 18 électrons, par perte ou modification d'un de ses cycles Cp :
Ni(C5H5)2  +  4 PF3  →  Ni(PF3)4   +  produits organiques
La réaction avec les phosphines secondaires suit le même schéma :
2 Ni(C5H5)2  +  2 PPh2H  →  [Ni2(PPh2)2(C5H5)2]    +  2 C5H6
Le nickelocène peut être oxydé en cation correspondant, contenant un atome de Ni(III).
Le nickelocène gazeux se décompose, formant un miroir de nickel sur les surfaces chaudes et libérant ses ligands hydrocarbures sous forme de coproduits gazeux. Ce procédé a été envisagé pour préparer des films de Ni.

## Synthèse

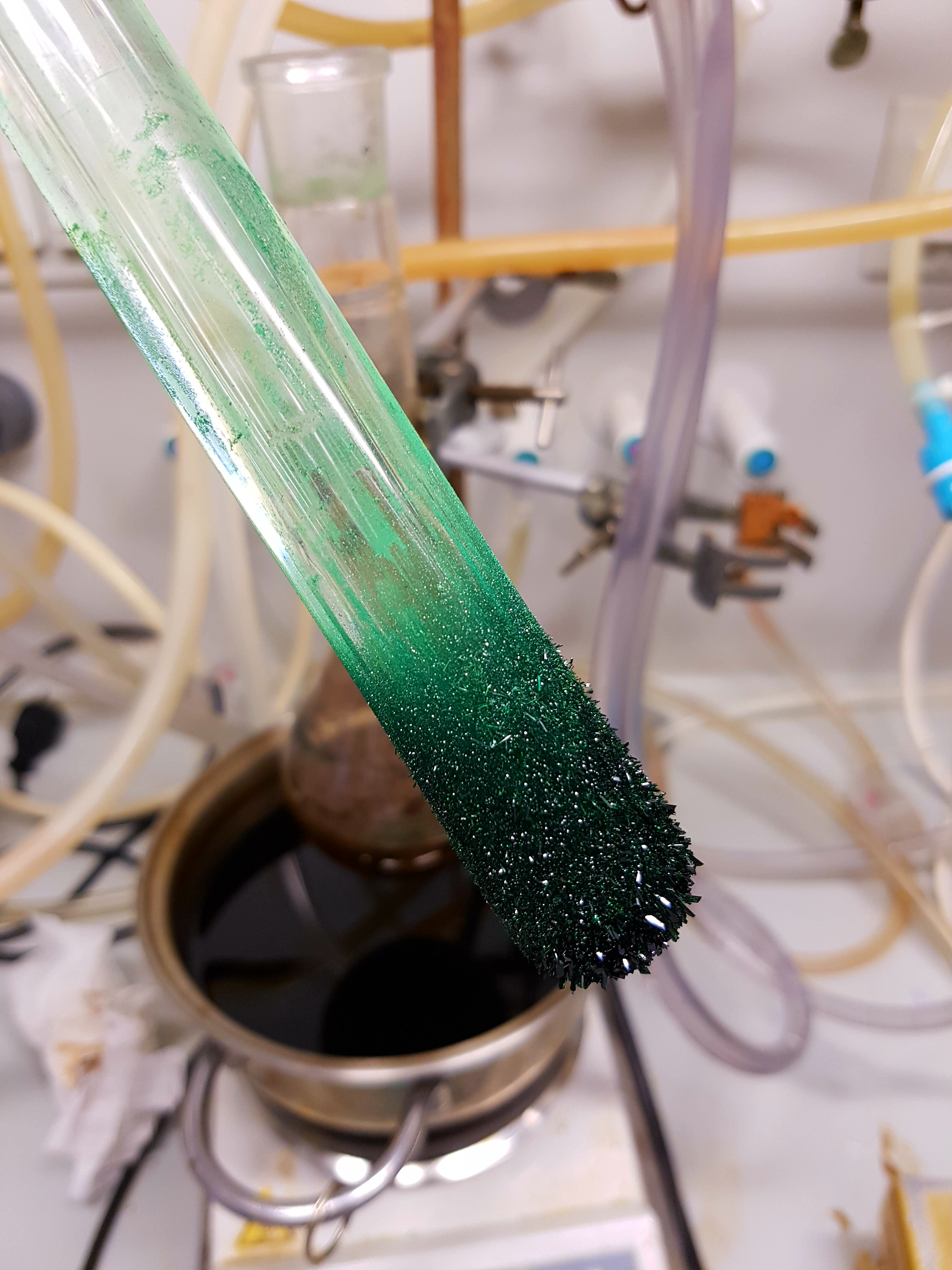
Nickelocène dans un doigt réfrigérant.

Le nickelocène a été synthétisé pour la première fois par Ernst Otto Fischer en 1953, peu après la découverte du ferrocène, le premier métallocène découvert. Il a été préparé en synthèse monotope par déprotonation du cyclopentadiène avec le bromure d'éthylmagnésium et par addition d'acétylacétonate de nickel(II) anhydre. Un synthèse moderne consiste à traiter une source anhydre de chlorure de nickel(II) (NiCl2) avec du cyclopentadiénure de sodium :
[Ni(NH3)6]Cl2  +  2 NaC5H5  →  Ni(C5H5)2  +  2 NaCl  +  6 NH3